# Leiton Jiménez
Leiton Jiménez Romero (ur. 26 kwietnia 1989 w Juradó) – kolumbijski piłkarz z obywatelstwem meksykańskim występujący na pozycji środkowego obrońcy, obecnie zawodnik meksykańskiego Atlasu.

## Kariera klubowa
Jiménez jest wychowankiem akademii juniorskiej klubu Independiente Medellín, do którego pierwszej drużyny został włączony jako dziewiętnastolatek przez szkoleniowca Leonela Álvareza. W Categoría Primera A zadebiutował 19 lutego 2009 w zremisowanym 1:1 spotkaniu z Realem Cartagena i od razu wywalczył sobie miejsce w wyjściowej jedenastce. W jesiennym sezonie Finalización 2009 w zdobył z Independiente tytuł mistrza Kolumbii, tworząc w ekipie prowadzonej przez Álvareza podstawowy duet stoperów z Samuelem Vanegasem. Jego piłkarski rozwój znacznie przystopowała jednak poważna kontuzja kolana, której doznał w jednym z ligowych meczów w maju 2010, przez co wrócił do gry dopiero po ponad trzynastu miesiącach. Mimo to zaraz po absencji powrócił do pierwszego składu swojej drużyny i 11 marca 2012 został bohaterem wygranej 2:1 konfrontacji derbowej z Atlético Nacional, w której strzelił obydwie bramki dla Independiente, zarazem swoje pierwsze w najwyższej klasie rozgrywkowej. Ogółem w barwach Independiente grał przez trzy i pół roku.
Latem 2012 Jiménez został zawodnikiem meksykańskiego zespołu Jaguares de Chiapas z siedzibą w Tuxtla Gutiérrez, w którego barwach zadebiutował w tamtejszej Liga MX, 22 września 2012 w zremisowanym 0:0 meczu z Santosem Laguna. Premierowego gola zdobył 20 października tego samego roku w wygranym 2:0 pojedynku z Pueblą. W Jaguares występował przez rok bez większych sukcesów, będąc podstawowym zawodnikiem linii defensywy, po czym jego klub został rozwiązany, a on sam przeniósł się do beniaminka najwyższej klasy rozgrywkowej – Tiburones Rojos de Veracruz. Jego barwy reprezentował z kolei przez rok bez większych sukcesów drużynowych, dołączając jednak do grona czołowych stoperów ligi meksykańskiej, a w międzyczasie otrzymał meksykańskie obywatelstwo wskutek kilkuletniego zamieszkania w tym kraju. W lipcu 2015 za sumę dwóch milionów dolarów zasilił zespół Club Tijuana, gdzie również występował przez jako podstawowy zawodnik, lecz ponownie bez poważniejszych osiągnięć.
W lipcu 2016 Jiménez przeniósł się do drużyny Club Atlas z miasta Guadalajara.
| Sezon     | Klub                        | Kraj     | Rozgrywki   | Mecze | Bramki |
| --------- | --------------------------- | -------- | ----------- | ----- | ------ |
| 2009      | Independiente Medellín      | Kolumbia | Liga Águila | 31    | 0      |
| 2010      | Independiente Medellín      | Kolumbia | Liga Águila | 16    | 0      |
| 2011      | Independiente Medellín      | Kolumbia | Liga Águila | 14    | 0      |
| 2012      | Independiente Medellín      | Kolumbia | Liga Águila | 16    | 2      |
| 2012/2013 | Jaguares de Chiapas         | Meksyk   | Liga MX     | 25    | 3      |
| 2013/2014 | Tiburones Rojos de Veracruz | Meksyk   | Liga MX     | 23    | 0      |
| 2014/2015 | Tiburones Rojos de Veracruz | Meksyk   | Liga MX     | 36    | 6      |
| 2015/2016 | Club Tijuana                | Meksyk   | Liga MX     | 27    | 0      |
| 2016/2017 | Club Atlas                  | Meksyk   | Liga MX     |       |        |